# Jean Kazandjian
Jean Kazandjian, né le 10 février 1938 à Beyrouth, est un artiste français d'origine arménienne.

## Biographie

### Jeunesse et formation
Jean Kazandjian naît le 10 février 1938 à Beyrouth, au sein d'une famille arménienne ayant fui le génocide vers l'Éthiopie puis installée au Liban en 1933.
Il va à l'école des pères mékhitaristes à partir de 1948, puis poursuit son éducation au collège français de l'Université américaine de Beyrouth. En 1960, il en intègre la section Beaux-Arts. En 1962, Jean Kazandjian remporte le premier prix d'un concours de tapisserie organisé par le Musée Sursock.
La même année, il part pour Paris pour y continuer ses études. Il en profite pour se rendre régulièrement au Musée du Louvre et fréquenter d'autres artistes de la diaspora arménienne de France comme Jean Carzou et Léon Tutundjian. En 1967-1968, il obtient un master d'architecture de l'École nationale supérieure des arts décoratifs qui lui fait commencer sa carrière en tant qu'architecte pendant deux ans.
Alors que la capitale française est secouée par les évènements de Mai 68, il rentre dans sa ville natale pour travailler pendant un an pour le Furniture Design Center for University Laboratories.

### Carrière dans la peinture
À partir de 1969, il quitte l'architecture pour se consacrer à la peinture et monte sa première exposition l'année suivante.
Il s'installe définitivement à Paris en 1971. Là, il multiplie les expositions et fait la rencontre d'artistes comme Francis Bacon, Alexander Calder, Giorgio De Chirico, etc..
En 2000, il s'installe à Los Angeles.

### Vie privée
En 1981, il épouse Christine Argillet, fille de l'éditeur Pierre Argillet.

## Collections publiques[3]
- Musée Sursock (Beyrouth)
- Musée de l’Athénée (Genève)
- Musée du Surréalisme (Vaux-le-Pénil)
- Galerie nationale d'Arménie (Erevan)

## Expositions[4]
- 1970 : Galerie Angolare (Milan)
- 1974 : Galerie Furstenberg (Paris) et Galerie Modulart (Beyrouth)
- 1977 : Galerie Framond (Paris)
- 1978 : Galerie Ago (Berlin)
- 1979 : Galerie Parvis St Merri (Paris)
- 1980 : Galerie Ago (Berlin)
- 1981 : Galerie Campo (Anvers) et Galerie Furstenberg (Paris)
- 1982 : Galerie UNIP (Lausanne) et Galerie L'Estampille (Bruxelles)
- 1983 : Galerie Furstenberg (Paris)
- 1984 : Musée de l'Athénée (Genève), Galerie Theato (Bâle) et Galerie Jeanne (Munich)
- 1985 : Fondation Gulbenkian (Londres)
- 1986 : Galerie Jeanne (Munich)
- 1990 : Galerie Jeanne (Munich) et Galerie Artform (Deux-Ponts)
- 1991 : Galerie Jeanne (Munich)
- 1992 : Galerie Art Mouvement (Paris-Bastille)
- 1993 : Galerie Liehrmann (Liège) et Galerie Jeanne (Munich)
- 1994 : Galerie Artform (Deux-Ponts)
- 1995 : Galerie Jeanne (Munich)
- 1996 : Château de Champs-sur-Marne et Galerie J. T. Neumann (Munich)
- 1997 : Galerie Mansart (Paris) et Galerie J. T. Neumann (Munich)
- 1998 : Galerie Furstenberg (Paris)
- 1999 : Galerie Jeanne (Munich), C.N.Q.A.O.S. (Paris) et UGAB (Los Angeles)
- 2000 : Palm Springs Art Fair (Palm Springs)
- 2001 : Christine Argillet Gallery (Los Angeles) et Consulat de France (Los Angeles)
- 2002 : Christine Argillet Gallery (Los Angeles) et Galerie Jeanne (Munich)
- 2003 : Galerie Jeanne (Munich)
- 2004 : Musée du Surréalisme (Vaux-le-Pénil)
- 2005 : Galerie Jeanne (Munich)
- 2007 : Galerie Madison (La Jolla)
- 2008 : Galerie Madison (La Jolla)
- 2009 : Galerie d'Orsay (Boston)
- 2010 : Galerie Anais (Santa Monica)
- 2011 : Swenson Fine Arts (Laguna Beach)
- 2012 : Galerie AV (Paris) et Consulat d'Arménie (Los Angeles)
- 2013 : Galerie AV (Paris)
- 2014 : Galerie nationale d'Arménie (Erevan)
- 2015 : Galerie AV (Paris)

## Galerie

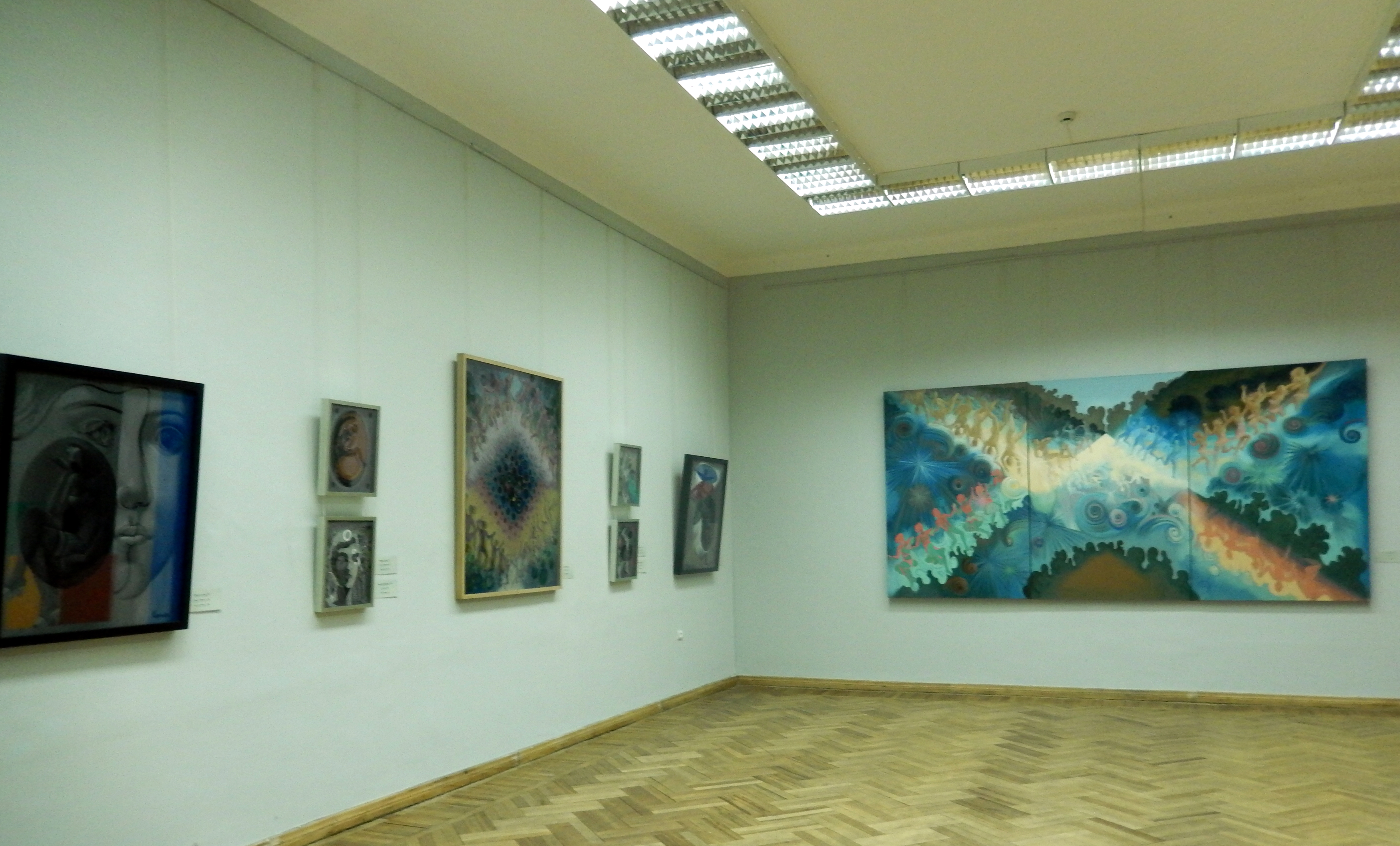
Exposition de Jean Kazandjian à la Galerie nationale d'Arménie en 2014.
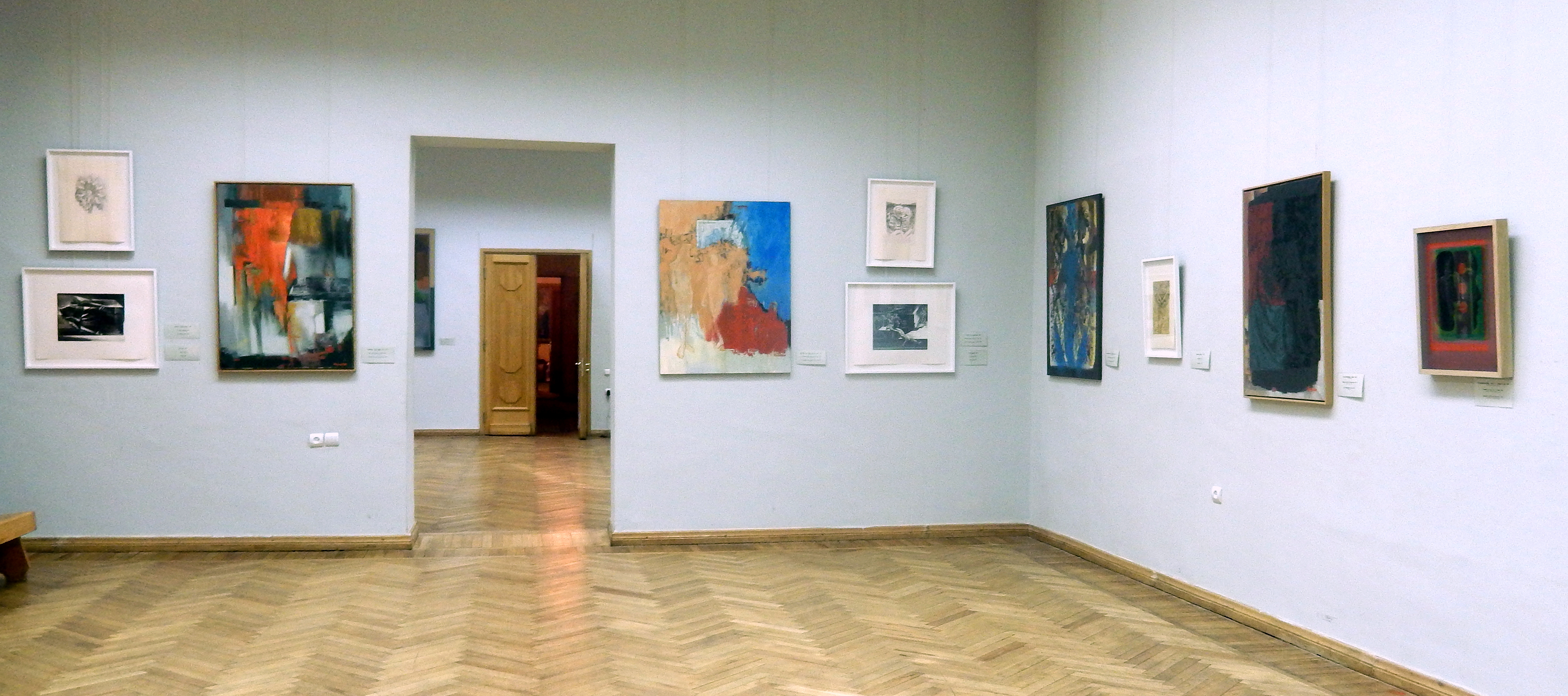
Autre vue.